# Троца
Троца — река, правый приток Волги, в Ивановской (исток) и Нижегородской областях (в Чкаловском районе). Исток реки — болото, расположенное в нескольких километрах западнее деревни Беляниха, в Ивановской области. Устье — сейчас Горьковское водохранилище в 10 км южнее города Чкаловск. Питание реки, в основном, снеговое, в меньшей степени — грунтовое. Длина реки — 22 км, площадь водосборного бассейна — 217 км². В 13 км от устья принимает слева реку Дорок.
В начале 60-х годов XX века использовалась для испытания экранопланов.

## Данные водного реестра
По данным государственного водного реестра России относится к Верхневолжскому бассейновому округу, водохозяйственный участок реки — Волга от города Кострома до Горьковского гидроузла (Горьковское водохранилище), без реки Унжа, речной подбассейн реки — Волга ниже Рыбинского водохранилища до впадения Оки. Речной бассейн реки — (Верхняя) Волга до Куйбышевского водохранилища (без бассейна Оки).
Код объекта в государственном водном реестре — 08010300412110000017139.